# Endrick Felipe Moreira de Sousa
Endrick Felipe Moreira de Sousa   (Taguatinga, 21 de juliol de 2006), conegut esportivament com Endrick, és un futbolista brasiler que actua en la posició de davanter. Sorgit del planter de la Sociedade Esportiva Palmeiras, des de juliol de 2024 és jugador del Reial Madrid. És el quart brasiler més jove en debutar amb la selecció nacional (2023) i, abans d'arribar a Europa, se l'havia considerat un dels millors futbolistes de la seva generació.

## Carrera esportiva
Tot i néixer al Districte Federal, aviat la seva família es va traslladar al municipi de Valparaíso de Goiás (estat de Goiás), on va començar a jugar a futbol als quatre anys d'edat.

### Palmeiras

#### Futbol base
Va ingressar en el juvenil Palmeiras als deu anys d'edat, gràcies a que un vídeo del jove futbolista, enregistrat pel seu pare, va arribar a mans del servei de vistaires del club de la ciutat de São Paulo. En cinc temporades, va marcar 165 gols en 169 partits amb les categories de base del club.
Als 15 anys, va participar amb el seu club en la Copa São Paulo de futbol júnior de 2022, on va marcar 5 gols en 5 partits. Després d'això, va cridar l'atenció dels principals clubs europeus. L'aparença física del davanter, força desenvolupada per la seva edat, va generar rumors no confirmats sobre una suposada falsificació en la data de naixement, que l'habilitaria per jugar contra jugadors més joves i, així, destacar-se.
El 25 de setembre de 2022 es va disputar la final del campionat brasiler sub-20. El Palmeira es va enfrontar al Corinthians, a qui va derrotar per 1-0, amb gol del jove Endrick.

#### Primer equip
Tot just fer els 16 anys, va signar un contracte com a futbolista professional amb el club paulista. No va transcendir el sou de l'esportista, però sí la clàusula de rescissió: 60 milions d'euros.

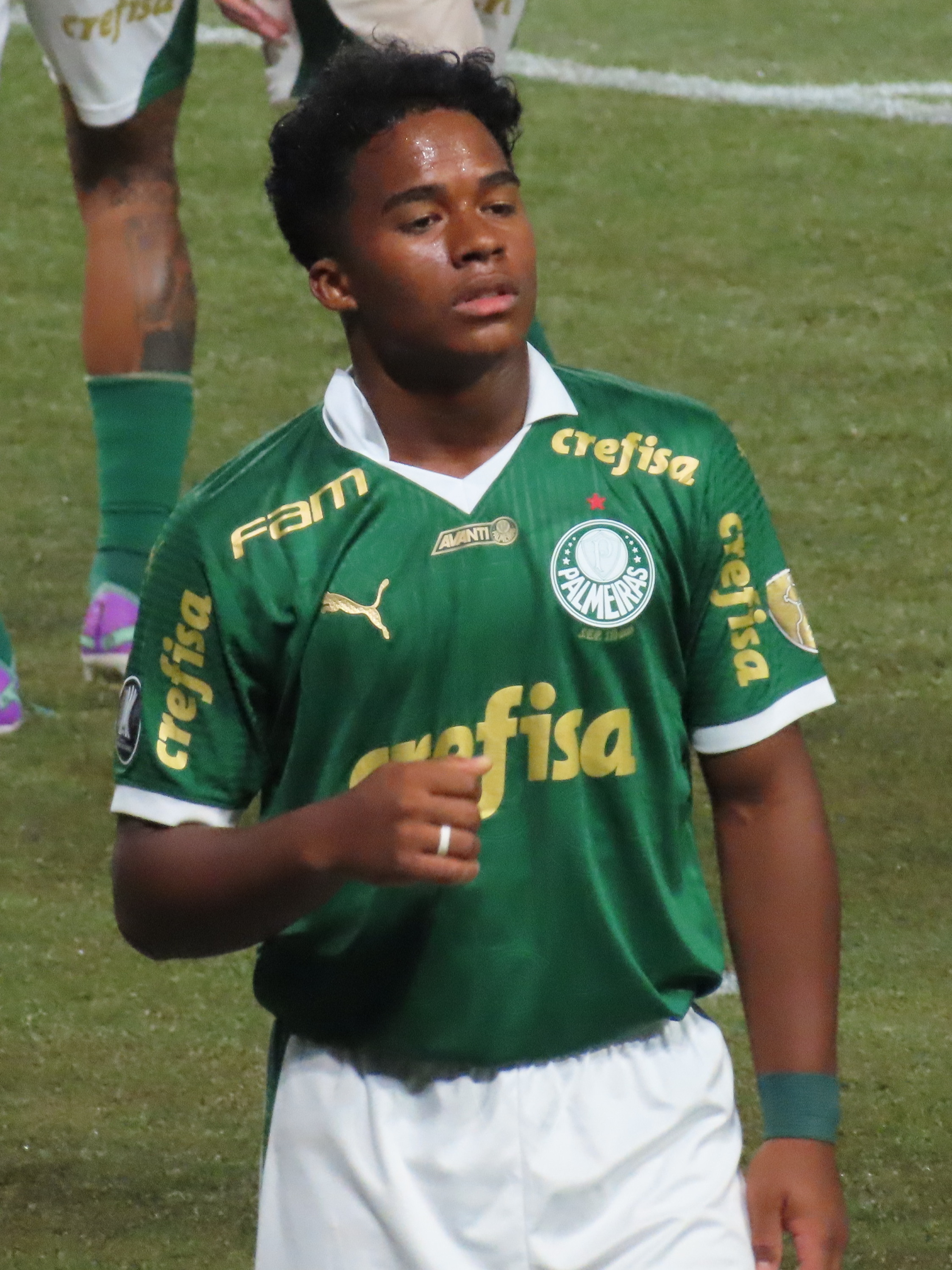
Amb la samarreta del Palmeiras, 2024.

El seu debut en lliga amb el primer equip dels "porcs" es va produir el 7 d'octubre de 2022, jugant vint minuts des de la banqueta en una victòria per 4-0 davant el Coritiba. En el seu quart partit lliguer, el 25 d'octubre, va marcar el primer gol com a professional, contra l'Athletico Paranaense. El primer partit disputat com a titular va ser el 2 de novembre, contra el Fortaleza, en la 35a jornada del campionat. El Palmeiras va sortir al camp havent-se proclamat matemàticament campió de lliga –el primer títol d'Endrick com a professional– i el davanter va marcar l'últim gol de la nit (4-0). Tot i haver debutat en la 30a jornada i haver disputat poc més de 300 minuts, Endrick va ser guardonat amb el premi al jugador revelació del campionat.
El 15 de desembre, el Reial Madrid va anunciar l'acord signat amb el Palmeiras, per incorporar Endrick on cop fes els 18 anys, doncs la normativa de la FIFA impedeix la contractació de jugadors extracomunitaris menors d'edat. Segons va anunciar la premsa esportiva, la negociació va tancar-se per 35 milions d'euros fixos més 25 milions variables per objectius, imposts a banda. Conseqüentment, el palmeirense va continuar en el seu club d'origne durant un any i mig més, fins al juny de 2024. La incorporació al club blanc, però, va endarrerir-se unes setmanes, atès que el del Districte Federal va participar en la Copa Amèrica de 2024.
L'any 2023 va començar de manera esplèndida per al futbolista, sent guardonat amb el premi Samba d'Or en categoria sub-20. També va aconseguir dos nous títols amb el seu equip. El mes de gener, el Palmeiras es va enfrontar al campió de copa, el Flamengo, en la final de la Supercopa. L'entrenador Abel Ferreira va alinear-lo de titular i l'equip de São Paulo va endur-se la victòria per 4-3. Més tard, a començaments d'abril, el Verdão va classificar-se per jugar la final del Campionat paulista contra el semiprofessional Água Clara, club de la localitat de Diadema. En el partit d'anada, Endrick va fer l'únic gol del seu equip, que va ser sorprenentment derrotat per 2-1. En el decisiu partit de tornada a l'Allianz Parque, el Palmeiras va imposar-se per 4-0, amb Endrick titular i autor del tercer gol del partit. El club també va aconseguir revalidar el títol de lliga, amb Endrick tenint un paper creixent dintre de l'equip. La seva aportació va ser vital en la remuntada per 3-4 davant el Botafogo, líder provisional; i en el darrer partit del torneig, 1-1 contra el Cruzeiro, en el qual va marcar el gol que valdria el campionat pels paulistes.
Endrick va encarar l'inici de 2024 sabent que serien els darrers mesos al Palmeiras. La participació en el preolímpic va impedir que el davanter jugués la final de la Supercopa, que va vèncer el Sao Paulo FC als penals. Tampoc va disputar els primers partits de la fase regular del Campionat Paulista, però un cop es va reincorporar a la disciplina de l'equip dirigit per Ferreira, va tornar a la titularitat i va alçar de nou la copa del Paulistão, el seu cinquè títol amb el club. Entre abril i maig, va ser titular en els 6 primers partits de la Sèrie A i va ajudar al Palmeiras a superar la primera fase de la Copa Libertadores. Precisament en aquesta competició va jugar el darrer partit amb la samarreta verda, el 30 de maig contra San Lorenzo de Almagro, on se'l va veure plorar d'emoció abans del començament, mentre sonava l'himne. Endrick va concloure la seva etapa al Brasil amb un registre de 21 gols en 82 partits.

### Reial Madrid
El 27 de juliol de 2024, el davanter va ser presentat al Santiago Bernabéu, davant 30.000 aficionats merengues. Es va fer públic el seu dorsal per a la temporada 2024-25: el núm. 16, el mateix que va dur el seu primer any al primer equip palmeirense. El jugador no va disputar cap minut en la final de la Supercopa d'Europa, on els blancs van imposar-se a l'Atalanta i que va donar a Endrick el primer títol a Europa. També va començar la lliga 2024-25 a la banqueta i no va debutar oficialment amb el seu nou club fins a la 2a jornada. Va jugar, al Bernabéu, els darrers minuts contra el Reial Valladolid, on també va estrenar-se com a golejador en marcar el que segellava la victòria merengue per 3-0.

### Selecció Brasilera

#### Sub-17
El dia 18 de març de 2022, Endrick va ser convocat per la selecció Brasilera Sub-17 per disputar el Torneig de Montaigu, a França.
La canarinha va enfrontar-se als equips de Mèxic, Països Baixos i Anglaterra en la fase de grups. El 18 d'abril de 2022 es va disputar la final, on els brasilers van guanyar a l'Argentina (1-2). Endrick va finalitzar la seva participació com a màxim artiller amb 5 gols en 4 partits i sent elegit el millor jugador del torneig.

#### Sub-20
El desembre de 2022, es va anunciar la convocatòria d'Endrick per disputar a Colòmbia el campionat sud-americà sub-20, entre gener i febrer de 2023. No obstant, el Palmeiras va demanar a la Confederació Brasilera de Futbol que el futbolista no viatgés amb l'amarelinha, a fi de que pogués participar amb el club en el Campionat Paulista de 2023.

#### Sub-23
L'octubre de 2023, l'entrenador Ramon Menezes va formar un equip sense grans figures amb el qual va guanyar l'or en els Jocs Panamericans de 2023, celebrats a Santiago de Xile. Aquest conjunt va servir de base per al torneig preolímpic de febrer de 2024, que atorgava les dues places sud-americanes per als Jocs de París 2024. Menezes va endur-se a Veneçuela Endrick i altres joves promeses com John Kennedy, Alexsander o Maurício; si bé també va tenir les baixes dels futbolistes que jugaven a Europa, com Vitor Roque (FC Barcelona), Savinho (Girona FC), Danilo (Nottingham Forest), Beraldo (PSG) o Renan (Zenit, cedit a l'Internacional de Porto Alegre).
Endrick va ser titular en els 7 partits disputats pel Brasil. Va acumular 2 gols i 1 assistència en els primers 3 partits, però la seva participació va diluir-se conforme avançava el torneig. En el darrer partit de la lligueta final, l'Argentina va arrabassar als de Menezes els tres punts i l'últim bitllet a París. L'eliminació del Brasil va significar l'alleujament de l'afició madridista, que temia que el jugador hagués d'endarrerir la seva incorporació a la ciutat esportiva de Valdebebas, prevista per la segona quinzena de juliol. Donada l'edat del futbolista, encara podria formar part de l'equip que disputés els Jocs Olímpics de 2028, a Los Angeles.

#### Absoluta
El novembre de 2023 va rebre la seva primera convocatòria amb la selecció nacional. Fernando Diniz va fer-lo debutar el dia 17 en un partit oficial contra Colòmbia disputat a Barranquilla, pertanyent a la fase de classificació de la Copa del Món de 2026. Va sortir al camp en el minut 81, però no va poder capgirar el marcador de 2-1 a favor dels cafeteros. Es va convertir, així, en el quart jugador més jove en vestir l'uniforme de la selecció verde e amarela, darrera de Pelé, Edu i Coutinho (tots ells als anys cinquanta i seixanta). El març de 2024, Endrick va jugar el seu tercer partit amb Brasil, un amistós a Wembley davant la selecció anglesa, Endrick va marcar l'únic gol del partit, passant a ser el quart brasiler més jove en marcar amb la seleção —per darrere de Ronaldo (1994)— i el més jove en foradar la xarxa en un partit de seleccions a l'emblemàtic estadi londinenc.
Va ser convocat pel nou seleccionador, Dorival Júnior, per a disputar amb la selecció la Copa Amèrica de futbol de 2004 als Estats Units, on el conjunt brasiler va decebre. Endrick va ser suplent en els tres partits de la primera fase, per darrere dels atacants de la lliga espanyola Vinícius Júnior, Rodrygo (nous companys seus al Reial Madrid), Raphinha i Savinho. La sanció de Vinícius per acumulació de targetes va propiciar que fos titular en el partit de quarts de final, la nit del 6 de juliol, la primera ocasió en la què el jove davanter sortia en l'onze inicial de la canarinha. Emperò, la tanda de penals va donar el passi a l'Uruguai.

## Imatge professional
Es tracta d'un atacant esquerrà amb un bon xut. Ha sigut comparat amb els brasilers Ronaldo i Romário, tot i que Endrick va reconèixer que el seu ídol era Cristiano Ronaldo. Quan se li va demanar que descrigués les seves virtuts en el camp, va destacar-ne l'esforç, persistència i lluita sense descans. És un futbolista versàtil, que el permet ocupar diverses posicions en la zona d'atac, a excepció de la de l'ariet clàssic. És potent i explosiu, i condueix la pilota amb solvència, de manera que pot jugar al peu —baixant a rebre pilotes i combinar amb els companys— i també pot optar per cercar desmarcades en profunditat. Al Palmeiras va destacar pel seu esforç en la pressió alta, però també se'l va recriminar per no mesurar la contundència de les seves entrades.
Fins al 2023, el jugador havia tingut contracte amb Nike, però va decidir no renovar-lo per passar a ser un dels principals futbolistes vestits per New Balance, signant amb l'empresa de Boston fins al 2028.

## Estadístiques
Estadístiques actualitzades a 7 de juliol de 2024:

### Clubs
| Club          | Temp.         | Lliga         | Lliga   | Lliga | Camp. estatal | Camp. estatal | Copa    | Copa | Continental | Continental | Altres  | Altres | Total   | Total |
| Club          | Temp.         | Divisió       | Partits | Gols  | Partits       | Gols          | Partits | Gols | Partits     | Gols        | Partits | Gols   | Partits | Gols  |
| ------------- | ------------- | ------------- | ------- | ----- | ------------- | ------------- | ------- | ---- | ----------- | ----------- | ------- | ------ | ------- | ----- |
| Palmeiras     | 2022          | Série A       | 7       | 3     | —             | —             | —       | —    | —           | —           | —       | —      | 7       | 3     |
| Palmeiras     | 2023          | Série A       | 31      | 11    | 13            | 2             | 3       | 0    | 5           | 1           | 1       | 0      | 53      | 14    |
| Palmeiras     | 2024          | Série A       | 6       | 0     | 9             | 1             | 2       | 0    | 5           | 2           | —       | —      | 22      | 4     |
| Total         | Total         | Total         | 44      | 14    | 22            | 3             | 5       | 0    | 10          | 3           | 1       | 0      | 82      | 21    |
| R. Madrid     | 2024/25       | 1a div.       |         |       |               |               |         |      |             |             | 0       | 0      |         |       |
| Total         | Total         | Total         |         |       |               |               |         |      |             |             | 0       | 0      |         |       |
| Total carrera | Total carrera | Total carrera | 44      | 14    | 22            | 3             | 5       | 0    | 10          | 3           | 1       | 0      | 82      | 21    |

Competicions
1. 1 2  Campionat paulista
2. 1 2  Copa Libertadores
3. ↑  Supercopa de Brasil
4. ↑  Supercopa d'Europa

### Selecció absoluta
| Any   | Partits | Gols |
| ----- | ------- | ---- |
| 2023  | 2       | 0    |
| 2024  | 7       | 3    |
| Total | 9       | 3    |

## Palmarès

### Palmeiras
- 2 Lligues: 2022 i 2023
- 1 Supercopa: 2023
- 2 Campionats Paulistes: 2023 i 2024

#### Palmeiras - futbol base
- Campionat Paulista Sub-11: 2017
- Campionat Paulista Sub-13: 2018
- Campionat Paulista Sub-15: 2021
- Campionat Paulista Sub-20: 2021
- Copa São Paulo Júnior: 2022
  - Millor jugador del torneig
- Campionat Brasiler Sub-20: 2022

### Reial Madrid CF
- 1 Copa Intercontinental de la FIFA: 2024[59]
- 1 Supercopa d'Europa: 2024[60]

### Selecció Brasilera

#### Categories inferiors
- Torneig de Montaigu: 2022
  - Millor jugador del torneig
  - Màxim golejador

### Premis individuals
- Samba d'Or sub-20: 2022[61]